# 巴亞斯普列

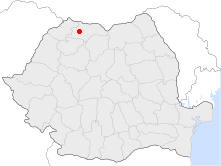

巴亞斯普列是羅馬尼亞的城鎮，位於該國北部，距離首府巴亞馬雷7公里，由馬拉穆列什縣負責管轄，面積96平方公里，海拔高度343米，2009年人口16,555，大多數居民信奉東正教。